# Махаф
Махаф або Махахеф — давньоєгипетський бог. Його роль полягає в тому, щоб пробудити бога підземного світу і смерті Акена, який повинен перевести душу померлого на своєму човні. Також Акен просить у нього спальне місце перед тим, як лягти спати.